# Christopher Griffiths
Christopher Griffiths (parfois appelé couramment Chris Griffiths) né le 3 septembre 1990 à Birmingham, est un joueur de hockey sur gazon anglais et britannique. Il évolue au poste d'attaquant au Old Georgians HC et avec les équipes nationales anglaise et britannique.

## Carrière

### Championnat d'Europe
- : 2017
- Top 8 : 2015, 2019, 2021

### Jeux olympiques
- Top 8 : 2020